# Natalie Bauer-Lechner
Natalie Bauer-Lechner (Penzing, 9 de mayo de 1858-Viena, 8 de junio de 1921) fue una violista, amiga durante muchos años de Gustav Mahler. Su obra Mahleriana, basada en el contenido de un diario privado no conservado escrito durante los años 1890–1912, ofrece una valiosa visión, año a año, de la vida profesional y privada de Mahler.

## Vida
Natalia Anna Juliana Bauer-Lechner era la hija mayor del librero universitario vienés Rudolf Lechner (1822–1895) y su esposa Julia, de soltera von Winiwarter (1831–1905). La familia tuvo otras tres hijas y un hijo.  Recibió clases privadas y luego estudió violín y acompañamiento de piano en el Conservatorio de Viena, de donde egresó en 1872. En el conservatorio se encontró por primera vez con Mahler; aunque éste asistió a dicho centro en los años 1875–1878 (después de la graduación de Natalie) parece que ella mantenía un derecho de uso de las instalaciones mientras su hermana menor Ellen siguiese siendo estudiante.
El 27 de diciembre de 1875, con diecisiete años, se casó con el catedrático viudo de tecnología química en la Escuela Técnica Superior de Viena, nacido el 16 de febrero de 1836 en Mosonmagyaróvár, Alexander Bauer (1836–1921). Las hijas de Bauer tenían en aquel momento once, ocho y un años de edad. El 19 de junio de 1885 este matrimonio fue disuelto de mutuo acuerdo.
Desde 1885 hasta su muerte Natalie Bauer-Lechner vivió en Viena como violista y profesora particular de violín. De 1895 a 1913 tocó la viola en el cuarteto de cuerdas femenino de Marie Soldat-Röger (primer violín y alumna de Joseph Joachim), y junto con Elly Finger-Bailetti (segundo violín, desde 1898 Elsa von Plank) y Lucy Herbert-Campbell (violonchelo, desde 1903 Leontine Gärtner). El cuarteto debutó el 11 de marzo de 1895 en la sala Bösendorfer de Viena y en total ofreció 51 conciertos entre 1895 y 1913 en Wien y otros varios en giras por el extranjero. Bauer-Lechner se vinculó a Gustav Mahler tras su matrimonio fallido; esta relación terminó tras el compromiso de Mahler con Alma Mahler. La época central del contacto entre Mahler y Bauer-Lechner es el periodo entre 1890 y 1901.
En años posteriores Natalie Bauer-Lechner destacó como feminista y pacifista. En 1907 publicó en la editorial de su padre el libro Fragmente. Gelerntes und Gelebtes, una colección de aforismos y ensayos sobre temas artísticos, políticos, filosóficos y psicológicos, en los que su implicación con la cuestión femenina es más fuerte. En concreto se abordan asuntos específicamente femeninos en los capítulos “Amor y oficio”, “Socialismo y cuestión femenina”, “Educación de los niños”, “Las mujeres – Cuestiones sexuales” y “Vestimenta de las mujeres” . El artículo pacifista publicado en 1918 Über den Krieg la condujo a la cárcel por alta traición. En 1921 Natalie Bauer-Lechner ingresó en el Sanatorio del Comercio de Viena hasta el 26 de febrero. Después vivió hasta su muerte el 8 de junio de 1921 en casa de su hermano Oskar. Allí se le proporcionaron unos ingresos diarios de 300 coronas austríacas. Incluyendo su violín, sus pertenencias tras su muerte fueron tasadas en 77.000 coronas, lo que contradice a otras fuentes que indican que murió en la pobreza. Natalie Bauer-Lechner fue enterrada en el mauseoleo de la familia Lechner en el cementerio central de Viena.

## Los diarios
La historia de la publicación de su obra más importante es complicada. La fuente es una abultada colección de notas titulada Mahleriana, aparentemente derivadas de unos treinta diarios que ya no existen. Durante su vida, breves extractos fueron publicados en dos revistas: anónimamente en Der Merker (abril de 1913) y firmados con su propio nombre en Musikblätter des Anbruch (abril de 1920). Erinnerungen an Gustav Mahler se publicó en 1923, y representa una selección extraída de los materiales disponibles. 
Poseído hasta su muerte por el especialista en Mahler Henry-Louis de La Grange, el manuscrito de Mahleriana no está intacto. Numerosas páginas han sido arrancadas por manos desconocidas, y no hay indicios sobre qué pueden haber contenido. Durante su vida, Natalie Bauer-Lechner tuvo el hábito de prestar su manuscrito a amigos y conocidos (E.H. Gombrich indica que sus padres lo tuvieron en su poder durante algún tiempo), y esta práctica es la que presumiblemente ha facilitado la eliminación de material.
Se cree que, en algún momento, llegó a encontrarse entre sus papeles una colección de notas que registraban conversaciones con Siegfried Lipiner, amigo de Mahler durante muchos años. Se desconoce su paradero actual. 

## Obras
- Fragmente: Gelerntes und Gelebtes. Wien 1907
- Erinnerungen an Gustav Mahler. E. P. Tal & Co., Wien-Leipzig 1923. Edición corregida y aumentada: Herbert Killian (Ed.), Knud Martner (Anmerkungen): Gustav Mahler in den Erinnerungen von Natalie Bauer-Lechner. Wagner, Hamburg 1984, ISBN 3-921029-92-9.

## Películas
- Meine Zeit wird kommen. Gustav Mahler in den Erinnerungen von Natalie Bauer-Lechner. Documental, Austria, 2010. (Dirección: Beate Thalberg. Actores: Petra Morzé y Robert Ritter).